# Michalin (Dobieżyn)
Michalin – część wsi Dobieżyn w Polsce położona w województwie wielkopolskim, w powiecie poznańskim, w gminie Buk.
W latach 1975–1998 Michalin administracyjnie należał do województwa poznańskiego